# Epargyreus
Epargyreus är ett släkte av fjärilar. Epargyreus ingår i familjen tjockhuvuden.

## Bildgalleri

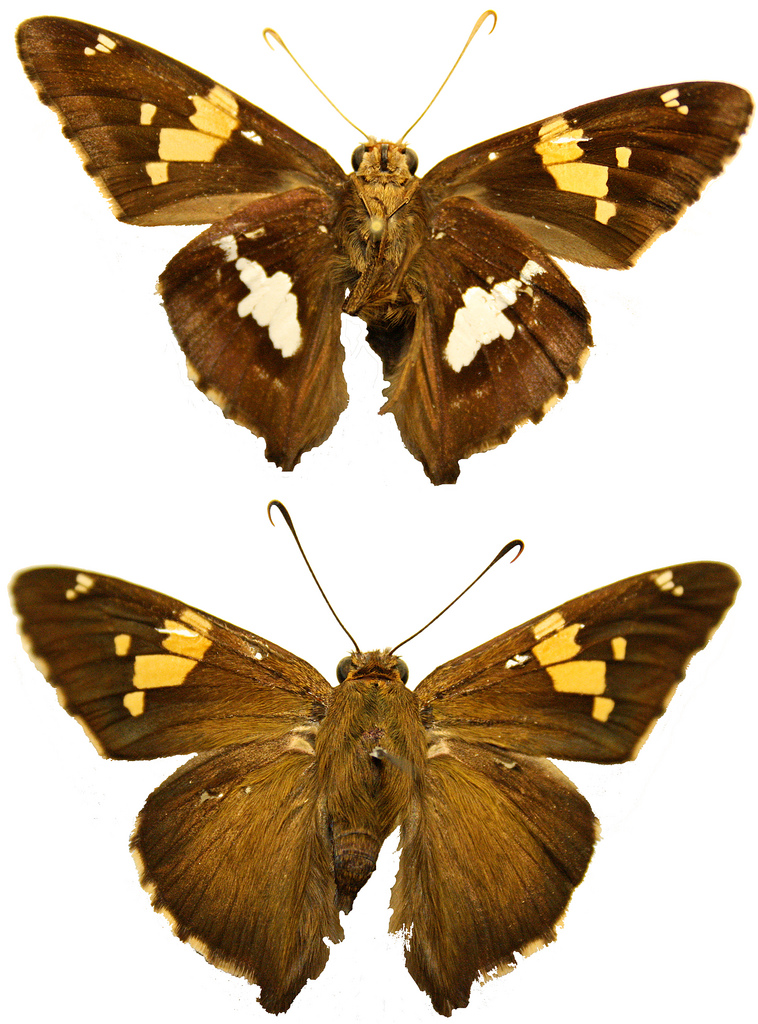
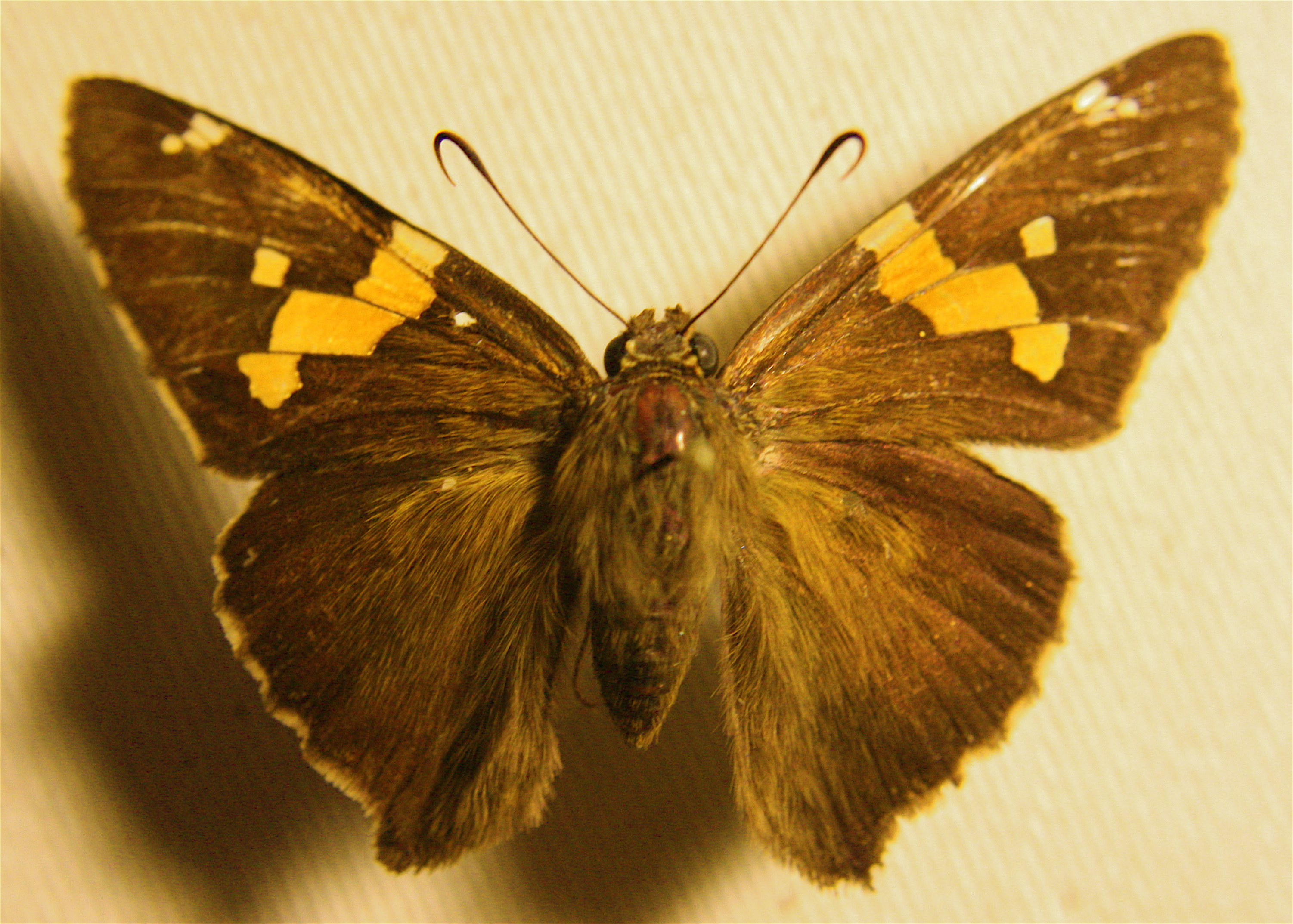

## Dottertaxa tillEpargyreus, i alfabetisk ordning[1]
- Epargyreus antaeus
- Epargyreus argentea
- Epargyreus argenteola
- Epargyreus argentina
- Epargyreus argentosus
- Epargyreus arsaces
- Epargyreus aspina
- Epargyreus barisses
- Epargyreus brodkorbi
- Epargyreus busiris
- Epargyreus californica
- Epargyreus cama
- Epargyreus chota
- Epargyreus clarus
- Epargyreus clavicornis
- Epargyreus cruza
- Epargyreus deleoni
- Epargyreus dicta
- Epargyreus elta
- Epargyreus enispe
- Epargyreus exadeus
- Epargyreus gaumeri
- Epargyreus huachuca
- Epargyreus inaguarum
- Epargyreus nutra
- Epargyreus oberon
- Epargyreus obliteratus
- Epargyreus orizaba
- Epargyreus pseudexadeus
- Epargyreus rochus
- Epargyreus sinus
- Epargyreus smythi
- Epargyreus socus
- Epargyreus spanna
- Epargyreus spina
- Epargyreus spinosa
- Epargyreus spinta
- Epargyreus tellus
- Epargyreus tenda
- Epargyreus tityrus
- Epargyreus tmolis
- Epargyreus tuolus
- Epargyreus verruga
- Epargyreus windi
- Epargyreus zestos